# Dušan Perniš
Dušan Perniš (* 28. listopadu 1984, Nitra) je slovenský fotbalový brankář a reprezentant, od ledna 2017 bez angažmá. Mimo Slovensko působil na klubové úrovni ve Skotsku, Polsku a Řecku. Účastník Mistrovství světa 2010 v Jihoafrické republice.

## Klubová kariéra

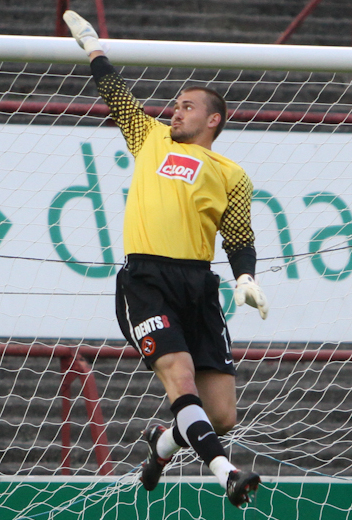
Dušan Perniš v dresu Dundee United.

Perniš začal hrát slovenskou fotbalovou ligu v týmu ZŤS Dubnica, poté přestoupil do MŠK Žilina. V sezóně 2005/06 skončil s klubem na 4. místě, poté odešel hostovat do FC Senec. Poté ještě hostoval v Dubnici (kde dříve působil) a v létě 2008 se vrátil do Žiliny. V sezóně 2008/09 obsadil s klubem konečnou 2. příčku v ligové tabulce.

### Dundee United FC
V létě 2009 se dohodl na smlouvě s klubem Dundee United, k přestupu však došlo až v lednu 2010. Skotský klub potřeboval řešit brankářskou pozici po odchodu Poláka Łukasze Załusky a severoirského brankáře Michaela McGoverna. Debutoval v lednu 2010 v zápase skotského fotbalového poháru proti celku Partick Thistle FC (výhra 2:0). Nulu se mu podařilo vychytat i o čtyři dny později v ligovém debutu. V sezóně vyhrál s mužstvem skotský pohár.
9. února 2012 Dundee United oznámil podpis smlouvy s polským brankářem Radoslawem Cierzniakem, Perniš dostal svolení k odchodu poté, co mu v létě vyprší smlouva.

### Pogoń Szczecin
2. srpna 2012 podepsal tříletou smlouvu s polským klubem Pogoń Szczecin. Zde odchytal 12 zápasů v polské nejvyšší lize Ekstraklasa.

### Slovan Bratislava + hostování
Perniš podepsal v září 2013 smlouvu na 1½ roku s klubem Slovan Bratislava. Ten jej poslal ihned na hostování do FC Nitra, aby získal pravidelnou zápasovou praxi. V zimní ligové přestávce sezony 2013/14 se do Slovanu vrátil a absolvoval zimní přípravu. Na konci sezony 2013/14 získal Slovan ligový titul, jehož vítězem se tak stal i Perniš. 5. července 2014 vychytal výhru 1:0 nad MFK Košice ve slovenském Superpoháru. Se Slovanem se probojoval do základní skupiny I Evropské ligy 2014/15, kde číhali soupeři SSC Neapol (Itálie), AC Sparta Praha (Česko) a Young Boys Bern (Švýcarsko).

V červnu 2015 po příchodu brankářského konkurenta Jána Muchy a po vypršení smlouvy ve Slovanu skončil.

### Iraklis Soluň
Záhy se téhož léta stal hráčem řeckého klubu Iraklis Soluň, kde podepsal smlouvu na 2 roky. V prosinci 2016 se kvůli finančním důvodům s klubem dohodl na předčasném ukončení smlouvy.

## Reprezentační kariéra

### Mládežnické reprezentace
Perniš působil v mládežnické reprezentaci Slovenska do 20 let, která se zúčastnila Mistrovství světa hráčů do 20 let.
Díky 3. místu z Mistrovství Evropy U19 2002 postoupilo Slovensko o rok později na Mistrovství světa hráčů do 20 let 2003 ve Spojených arabských emirátech a Dušan Perniš byl součástí týmu (i když do utkání nezasáhl). Slovenská reprezentace skončila se šesti body druhá v základní skupině A (za Burkinou Faso) a postoupila do osmifinále, v němž podlehla Brazílii 1:2 po prodloužení.

### A-mužstvo
V A-mužstvu Slovenska debutoval 2. prosince 2004 v utkání Kings Cupu proti domácímu Thajsku. Po remíze 1:1 přišly na řadu penalty, v nichž Slovensko uspělo poměrem 5:4. Poté se objevil mezi tyčemi až 12. srpna 2009 v přátelském zápase proti domácímu Islandu, který skončil remízou 1:1. Perniš odchytal druhý poločas (vystřídal v bráně Jána Muchu) a inkasoval jeden gól.
Trenér Vladimír Weiss jej nominoval na Mistrovství světa 2010 v Jihoafrické republice , kde Slovensko vypadlo po prohře 1:2 v osmifinále s Nizozemskem. Nezasáhl však ani do jednoho utkání na šampionátu, byl druhým brankářem za Jánem Muchou.
V březnu 2013 figuroval v nominaci slovenského národního týmu pro kvalifikační zápas s Litvou (22. března) a přátelské utkání se Švédskem (26. března, oba zápasy měly dějiště v Žilině na stadiónu Pod Dubňom). Odchytal pouze druhé střetnutí se Švédskem, gól neinkasoval a zápas skončil bezbrankovou remízou.

### Reprezentační zápasy
Zápasy Dušana Perniše v A-mužstvu Slovenska
| Rok    | Zápasy | Góly |
| ------ | ------ | ---- |
| 2004   | 1      | 0    |
| 2009   | 1      | 0    |
| 2010   | 2      | 0    |
| 2012   | 2      | 0    |
| 2013   | 1      | 0    |
| Celkem | 7      | 0    |